# Livre 1 d'Avatar : La Légende de Korra
Chronologie
Livre 2
Cet article présente le guide des épisodes du Livre 1 de la série télévisée La Légende de Korra (The Legend of Korra).

## Épisodes

### Épisode 1:Bienvenue dans la Cité de la République
A l'instar des saisons, un nouveau cycle de l'Avatar recommence. Après avoir débuté leurs recherches au pôle Nord, les membres du Lotus Blanc reviennent au pôle Sud, visitant les tribus de l'eau à la recherche du nouvel Avatar. Ils arrivent chez un jeune couple qui présente leur fille. Déjà très vive, elle fait preuve de la maîtrise de l'eau, la terre et du feu. L'écran est masqué par une boule de feu(flashforward).
Korra, 17 ans désormais, est la nouvelle Avatar. On la retrouve en plein combat de maîtres du feu; ce test ayant pour but de déterminer si elle est apte à apprendre la maîtrise de l'air. Si les membres du Lotus Blanc soulignent ses lacunes dans l'approche spirituelle de la maîtrise d'éléments, ils sont enclins, ainsi que Katara à la laisser accéder à la dernière étape de son enseignement. Elle apprendra donc la maîtrise de l'air auprès de Maître Tenzin, fils d'Aang et de Katara. Quelques jours après, Tenzin et sa famille débarque au bastion du Lotus Blanc. Visite de courte durée puisque Tenzin étant également conseiller de la Cité de la République, il ne peut rester trop longtemps au pôle Sud. Cela implique aussi le report de la formation de Korra. Le Lotus Blanc interdit à Korra de suivre Tenzin à la grande ville. Avec la bénédiction de Maître Katara et après un petit détour par son village, pour dire au revoir à ses parents, Korra s'émancipe du Lotus Blanc et chevauche Naga, sa chienne-ourse polaire : direction la Cité de la République, pour rejoindre Tenzin.

### Épisode 2:Comme une feuille au vent
Sur l'île du temple de l'air, Korra continue son apprentissage auprès de Maître Tenzin; celui-ci préconise un environnement calme et tranquille. Korra éprouve toujours de grosses difficultés à maîtriser l'air, l'élément le plus opposé à sa personnalité. Les tournois de maîtrise des éléments au grand stade de la Cité de la République semblent plus attrayants que les heures d'entraînements ardues et ingrates: exercice des paravents ou séance de méditation. Un soir, à l'insu de Tenzin, Korra s'infiltre dans le stade et rencontre Bolin et Mako avant leur match. Après leur victoire du jour, Bolin apprend de Mako que Korra est l'Avatar. Korra a droit à une initiation de ce sport par Bolin, sous les yeux peu admiratifs de Mako.

### Épisodes 3:La révélation
Les Furets de feu sont qualifiés pour le tournoi final. Malheureusement, les droits d'inscription restent élevés pour Mako et son frère. Espérant récolter une somme d'argent, Bolin monte une attraction de rue avec Pabu comme acrobate. Attiré par un gain important, Bolin se fait embarquer dans une opération du groupe mafieux de la Triple terreur. Mako, lui, a réussi à se faire embaucher à la centrale électrique notamment grâce à ses aptitudes de maîtrise de la foudre.
Au temple de l'air, Korra poursuit ses exercices avec les deux filles de Tenzin, Jinora et Ikki. Ces dernières la taquine à l'arrivée du beau et ténébreux Mako qui est à la recherche de son frère. Korra et Mako partent alors sur la piste de Bolin, aidés par le flair de Naga. Une connaissance de Bolin et Mako, lui apprend que toutes les Triades se renforcent, sans doute pour une guerre de territoire. Mako s'inquiète que Bolin se soit fait piégé; avec Korra, ils se dirigent vers la cache de la Triple terreur. Sur place, des bloqueurs de chi ont enlevé les différents mafieux. Mako comprend que ce sont les hommes d'Amon qui sont derrière tout ceci. Durant toute la nuit et jusqu'au lendemain, Korra et Mako ne sont pas parvenus à retrouver Bolin.

### Épisode 4:Une voix dans la nuit
Korra reste très perturbée par le pouvoir d'Amon. Le conseil de la Cité de la République se prépare à faire face à la menace des Égalitaristes. Tarrlok se propose, pour combattre ceux-ci, de prendre la tête d'une milice privée. Dans la rue, Mako manque d'être renversé par Asami Sato sur sa vespa; pour se faire pardonner elle l'invitera dans un restaurant chic de la ville. Asami est la fille du riche industriel Hiroshi Sato, concepteur des célèbres automobiles. Tarrlok s'applique à recruter Korra dans sa légion; il va jusqu'à s'incruster au souper chez Tenzin ou multiplier les cadeaux à l'Avatar.

### Épisode 5:L'esprit de compétition
Le tournoi de la Ligue des Maîtres approchant, Korra est plus assidue aux entraînements avec les frères Mako et Bolin. Mako et Asami s'isolant souvent ensemble, Bolin tente une approche avec Korra. Il s'interroge sur son amour pour Korra et demande son avis à son frère ainé; lui ne voit pas forcément d'un bon œil les relations entre équipiers. Au temple de l'air, Jinora et Ikki questionnent Korra sur son histoire avec Mako. Korra nie avoir de l'affection pour lui mais veut bien écouter les recommandations des deux jeunes filles, sans être convaincue. C'est finalement la sage Pemma qui lui conseille d'avouer ses sentiments.
Le début du tournoi est arrivé pour les Furets de feu; ils sont opposés aux Lapins-garous. Juste après ce premier match victorieux, Korra fait une déclaration d'amour précipitée à Mako. Navré, Mako éconduit Korra qui s'en veut d'avoir été si maladroite. Cette situation de gêne s'interrompt avec les arrivées de Asami et Bolin. Ce dernier ose inviter Korra à un rendez-vous; sa touchante tirade redonne le sourire à la jeune fille qui accepte. Leur dîner est interrompu par Tahno, le capitaine des Chauves-Loups, mais Naga veille au grain. Des affinités se créent entre les deux coéquipiers. Le lendemain matin, Mako interpelle Korra et refuse qu'elle fasse souffrir Bolin en se servant de lui pour se venger. Korra interprète cela comme un aveu de sentiments pour elle. La conversation s'envenime et ils se séparent plus fachés encore.

### Épisode 6:Et le gagnant est...
Amon demande la suppression du tournoi de la Ligue des Maîtres, mais le conseil de la Cité s'y oppose (à la suite de l'intervention de Korra et des garanties de la commandante Lin Beifong) et confirme donc que la finale aura bien lieu. Le match quant à lui tourne en faveur des Chauves-Loups, triple tenant du titre, avantagés par l'arbitrage. Ils finissent par l'emporter malgré une manche décisive où Korra met Tahno au tapis en un coup.

### Épisode 9:Les leçons du passé
Tenzin apprend l'enlèvement de Korra, mais lorsqu'il arrive sur les lieux de la bataille, Tarrlok fait croire que ce sont les Égalitaristes qui la détiennent (leurs équipements ayant été ajoutés sur la scène du délit). De son côté, Lin libère Asami puis Mako et Bolin. Les amis de Korra s’infiltrent dans la prison souterraine d'Amon, mais seuls les hommes de Lin (déjà privés de leur maîtrise) y étaient détenus. En interrogeant un garde, Mako apprend que ce ne sont pas les Égalitaristes qui ont enlevé Korra; le groupe porte alors ses soupçons sur Tarrlok. Entre-temps, Asami questionne Bolin sur les sentiments de Mako envers Korra, car il a l'air vraiment inquiet pour la captive, y perdant même son sang-froid. Bolin avoue que les deux se sont déjà embrassés une fois.

### Épisode 10:Changement de cap
Korra est ramenée chez Tenzin où elle se repose. Pendant qu'elle recouvre ses forces, Asami parle avec Mako, pour qu'il lui avoue ses sentiments envers Korra. Lorsqu'elle l'accuse de l'avoir embrassée, il répond que c'est compliqué, mais que la situation actuelle passe avant leur histoire, ce qui blesse Asami. Le lendemain, Tenzin part pour le conseil, laissant à Lin le soin de protéger les siens; les autres conseillers sont enlevés sur le chemin. Les révolutionnaires, menés par Amon et Hiroshi Sato, attaquent la Cité de la République. Les membres de la police sont en nombre insuffisant; Tenzin se rend à leur Q.G. puis envoie un appel à l'aide aux Forces Unies. Tenzin finissant d'évacuer les hommes, l'équipe de l'Avatar leur apporte du soutien.

### Épisode 12:Phase finale
Au grand stade de la Cité, Korra et Mako interpellent Amon devant ses partisans venus assister à son meeting. Mais Amon révèle une cicatrice sous son masque, réfutant ainsi les dires de Korra. Tenzin et ses trois enfants sont alors amenés sur la scène pour qu'il leur ôte leur maîtrise de l'air. Korra et Mako interviennent et s'échappent avec la famille. Ils décident de se séparer: Tenzin et ses enfants à la recherche de Lin, Pemma et Rohan; Korra servant d'appât pour Amon. Amon la retrouve avec Mako, les immobilise par le sang, puis ôte sa maîtrise à Korra. Le lieutenant d'Amon ayant assister à cela, croit désormais les révélations de Korra mais n'a pas le temps de se retourner contre son chef. Cet intervalle suffit, tout de même à Mako pour étourdir Amon et tenter de s'enfuir avec Korra, mais ils sont vite rattrapés. Alors qu'Amon est sur le point d'enlever sa maîtrise à Mako, Korra lui porte une attaque dont la nature tient, à sa grande surprise, de l'élément air. Elle projette Amon dans la mer. En refaisant surface, Amon se montre en maître de l'eau et sans sa cicatrice (qu'il avait juste simulé par un maquillage), devant tout un public. Il prend la fuite. Pendant ce temps, sur le front montagneux, avec l'aide de Bolin, Asami affrontait son père et parvenait à le menotter; tandis qu'Iroh neutralisait l'aviation des Égalitaristes, épargnant les navires de la flotte du commandant Bumi venu en renfort.